# Megaloglossus woermanni
Il pipistrello della frutta di Woermann (Megaloglossus woermanni Pagenstecher, 1885) è un pipistrello appartenente alla famiglia degli Pteropodidi, endemico dell'Africa centrale.

## Descrizione

### Dimensioni
Pipistrello di medio-piccole dimensioni, con lunghezza della testa e del corpo tra 60 e 79 mm, la lunghezza dell'avambraccio tra 38 e 49 mm, la lunghezza del piede tra 12 e 13 mm, la lunghezza delle orecchie tra 9 e 20 mm, un'apertura alare fino a 25,5 cm e un peso fino a 25 g.

### Aspetto
La pelliccia è lunga, soffice, moderatamente densa e si estende sull'avambraccio, la tibia e nella parte centrale dell'uropatagio. Le parti dorsali sono marroni scure con la base dei peli più chiara mentre le parti ventrali sono marroni. Nei maschi è presente un collare di rigidi peli bianchi, gialli o arancioni che si estende sulla gola, i lati del collo e nella parte superiore del petto. Talvolta sono untuosi. La testa è piccola, stretta, marrone scuro e con un lungo muso appuntito. La lingua è lunga, estensibile e munita in punta di lunghe papille filiformi. Le orecchie sono di proporzioni normali, arrotondate e bruno-nerastre. Gli occhi sono grandi. La coda è assente o ridotta ad un piccolo tubercolo, mentre l'uropatagio è ridotto ad una sottile membrana che si estende lungo gli arti inferiori. Il calcar è presente come anche l'artiglio sull'indice. Le ali sono marroni scure ed attaccate posteriormente tra le falangi del secondo e terzo dito. Le dita dei piedi talvolta sono leggermente palmate. Il quinto metacarpo e sempre più corto del terzo.

## Biologia

### Comportamento
Si rifugia tra il denso fogliame e grandi foglie di alberi come il banano. Probabilmente solitario, si aggrega soltanto per nutrirsi sugli alberi in fiore. Durante particolari periodi dell'anno i due sessi tendono a separarsi per formare gruppi isolati. A temperature esterne inferiori a 23 °C entra in uno stato di torpore.

### Alimentazione
Non ci sono evidenze dirette che questa specie sia principalmente nettarivora, come ipotizzato dalla morfologia della lingua.

È stata invece osservata nutrirsi di fiori di Crescentia cujete, Kigelia, Papaya, Ipomoea albivenia, Mucuna flagellipes, Parkia bicolor, e varie specie di Musa.

### Riproduzione
Probabilmente ci sono due periodi riproduttivi tra marzo e aprile e tra settembre e ottobre. Danno alla luce un piccolo, occasionalmente due, alla volta.

## Distribuzione e habitat
Questa specie è diffusa in Nigeria, Camerun, Guinea equatoriale: Bioko, Mbini; Gabon, Congo, Repubblica Centrafricana meridionale, Repubblica Democratica del Congo, Angola settentrionale, Uganda occidentale.
Vive nelle foreste tropicali umide di pianura. È stata osservata anche nelle foreste di palude, savane umide, habitat misti ed anche in piantagioni di Banane.

## Conservazione
La IUCN Red List, considerato il vasto areale, la popolazione numerosa, classifica M. woermanni come specie a rischio minimo (Least Concern)).